# La lluna de mel del pintor
La lluna de mel del Pintor és una pintura a l'oli sobre tela obra de l'artista prerafaelita Sir Frederic Leighton, va produir en c. 1864 i actualment exposat al Museu de Belles Arts de Boston.

## Història
Aquesta és una interessant composició de Leighton, que en general es va desviar cap a les imatges clàssiques i, en particular, els nus - aquests últims varen ser tan prolífics en el seu treball, que molts dels seus quadres van haver de ser retirats de l'exposició d'art anglès de 1857 quan va recórrer Amèrica, perquè resultaven ofensives
L'home italià que es va asseure per a l'obra dels noucasats surt sovint a l'obra de Leighton: sembla que era un dels models favorits de l'artista. És important destacar que les seves mans estan pintades amb gran detall, posant l'accent en l'important que són per al seu treball. Els tons suaus i la precisió amb la qual Leighton va pintar la parella contrasta evidentment amb la duresa del taronger que es veu darrere d'ells. Leighton sembla haver tingut dificultats per pintar les taronges es veuen com si haguessin estat esmaltades. Generalment, la composició i brillant color de la imatge reflecteixen la influència dels pintors venecians del segle xvi com Giorgione i Ticià.
La lluna de mel del pintor va ser exposada per primer cop a l'Royal Academy el 1866 - sembla que Leighton intencionadament va impedir que fos mostrat públicament en els anys següents a la seva conclusió. Com Leighton era conegut per la seva falta de confiança i la timidesa, molts dels seus contemporanis creien que sentia que havia traït massa la seva pròpia emoció, per a sentir-se còmode exhibint la imatge.